# Femke Hermans
Pour les articles homonymes, voir Hermans.
Femke Hermans, née le 5 février 1990, est une boxeuse belge. Elle est championne du monde poids super-moyens WBO.

## Biographie
Femke Hermans pratique d'abord la boxe thailandaise et le football avant de se mettre à la boxe. Elle s'inscrit alors au club de boxe d'Asse.
En octobre 2016, elle devient championne de Belgique et du Benelux de boxe des −75 kg,.
En janvier 2017, elle remporte son premier titre international et devient championne poids super-moyen de la World Boxing Federation.
En mai 2018, elle devient championne du monde poids super-moyens WBO en battant la boxeuse allemande Nikki Adler (en) aux points,. Peu après, cette victoire lui permet de devenir numéro un mondiale dans sa catégorie.
En décembre 2018, elle affronte Claressa Shields pour les titres WBC, WBA et IBF des poids moyens mais perd aux points.

## Palmarès
- 2017 : Championne du monde poids super-moyens WBF
- 2018 : Championne du monde poids super-moyens WBO